# Coswig (Anhalt)
Coswig (Anhalt) − miasto w Niemczech, w kraju związkowym Saksonia-Anhalt w powiecie Wittenberga.
Do 30 czerwca 2007 miasto należało do powiatu Anhalt-Zerbst, do 31 sierpnia 2010 do wspólnoty administracyjnej Coswig (Anhalt).

## Geografia
Miasto położone jest nad rzeką Łabą, na wschód od Dessau-Roßlau.
W mieście krzyżują się dwa szlaki komunikacyjne: droga krajowa B187 i droga krajowa B107.

## Dzielnice
Do miasta należą następujące dzielnice (w nawiasie data włączenia w granice miasta):
- Bräsen (1 stycznia 2010)
- Buko (1 stycznia 2009)
- Cobbelsdorf (1 stycznia 2009) z Pülzig
- Düben (1 marca 2009)
- Hundeluft (1 lipca 2009)
- Jeber-Bergfrieden (1 lipca 2009) z Weiden
- Klieken (1 marca 2009) z Buro
- Köselitz (1 stycznia 2009)
- Möllensdorf (1 lipca 2009)
- Ragösen (1 lipca 2009) z Krakau
- Senst (1 stycznia 2009)
- Serno (1 stycznia 2009) z Göritz i Grochewitz
- Stackelitz (1 stycznia 2010)
- Thießen (1 września 2010)
- Wörpen (1 stycznia 2008) z Wahlsdorf
- Zieko (1 stycznia 2004)

## Zobacz też

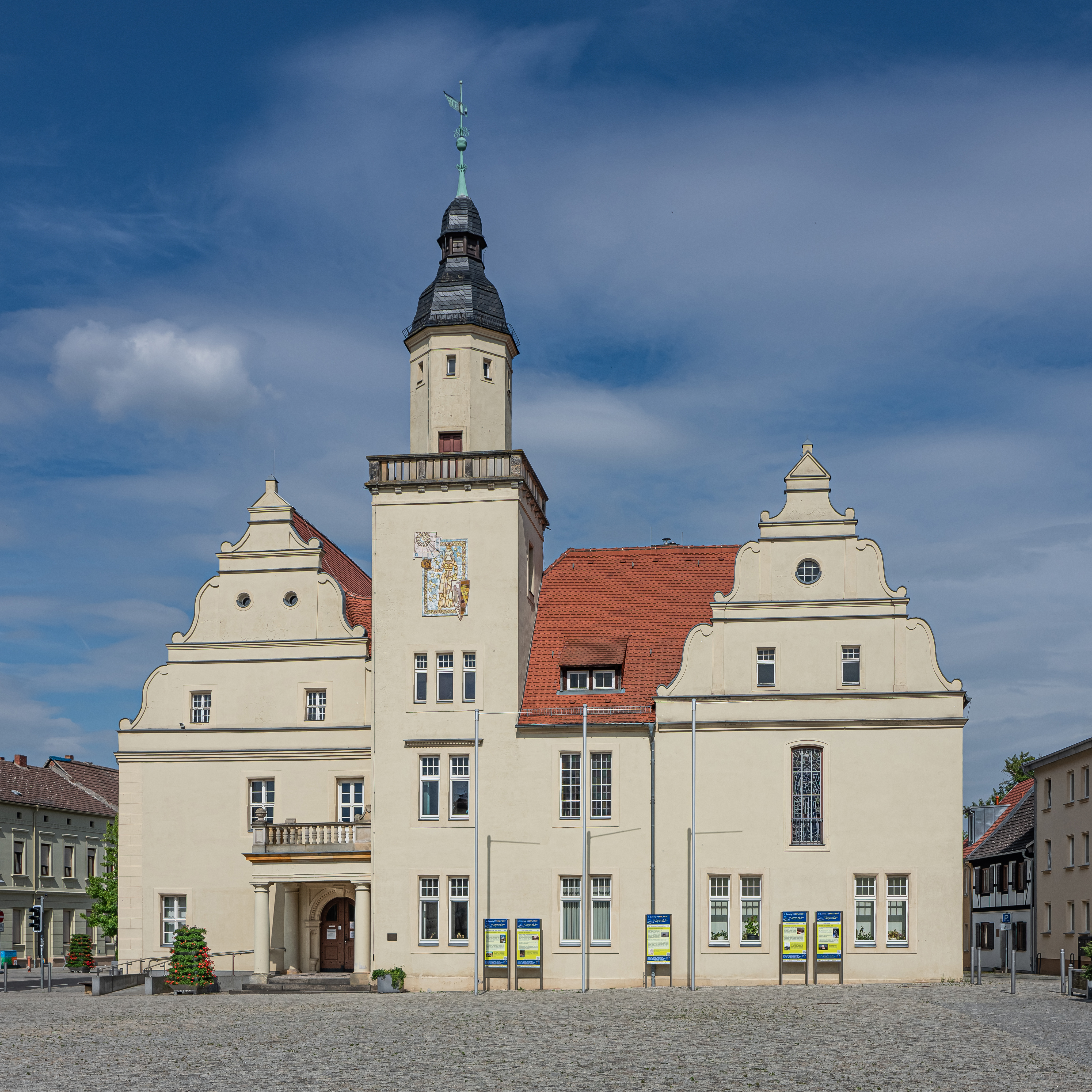
Ratusz

## Współpraca
Miejscowość partnerska:
- Stadtallendorf, Hesja

## Religia
- Kościół ewangelicki
- Kościół rzymskokatolicki
- Kościół nowoapostolski